# Vad szív
A Vad szív (eredeti címén Corazón salvaje) 2009 és 2010 között vetített mexikói telenovella, amit Caridad Bravo Adams és Olga Ruilópez alkotott. A sorozat az 1993-as Corazón Salvaje és az 1990-es Yo compro esa mujer (Megveszem ezt a nőt) összedolgozása. A főbb szerepekben Aracely Arámbula, Eduardo Yáñez, Cristián de la Fuente, Enrique Rocha, Helena Rojo látható. Mexikóban 2009. október 12-én mutatta be a Las Estrellas. Magyarországon a Zone Romantica tűzte műsorára 2011. április 7-én.

## Cselekmény
Leonarda és María del Rosario Montes de Oca nővérek a 19. század közepén élnek Veracruzban. Mivel árván maradtak, unokatestvérük, Rodrigo Montes de Oca védelme alatt élnek, aki szereti María del Rosariót, és akit Leonarda is szeret. María del Rosario szerelmes egy halászba, Juan de Dios San Románba, és gyermeket vár tőle. A megvetett Rodrigo, amikor megtudja, hogy összeházasodnak, félbeszakítja az esküvőt, bebörtönzi Juan De Diost, María del Rosariót pedig egy eldugott haciendára zárja, hogy elrejthesse gyalázatát. Leonarda részt vesz nővére születésén, elmondja neki, hogy a gyermek meghalt, és az őrületbe kergeti, majd mindenkivel elhiteti, hogy María Del Rosario meghalt. A gyermeket jó emberek fogadják örökbe, és végül visszatér apja mellé, de apja halálos ágyán megfogadja, hogy megbosszulja anyját és mindazt a kárt, amit Montes de Oca okozott neki. Most a kis Juan de Dios lesz a félelmetes Juan del Diablo. A Juan Aldama kereskedő által örökbefogadott Juan Del Diablo felveszi védelmezője vezetéknevét, és bosszút akar állni, de a szerelem útjába áll Aimée Montes de Oca, Rodrigo egyik lánya személyében. Az érdeklődő Aimée azonban feleségül megy unokatestvéréhez, Renato Vidal Montes de Oca-hoz, Leonarda fiához, és megtartja Juant szeretőjének. Egészen addig, amíg a novícia Regina Montes de Oca, Aimee ikertestvére közbe nem lép. Hogy megmentse nővére jó hírnevét, még arra is hajlandó, hogy feleségül menjen Juanhoz.

## Szereplők
| Színész(nő)           | Szerepnév                                                                     | Magyar Hang                                    |
| --------------------- | ----------------------------------------------------------------------------- | ---------------------------------------------- |
| Aracely Arámbula      | Regina Montes de Oca                                                          | Zsigmond Tamara                                |
| Aracely Arámbula      | Aimée Montes de Oca                                                           | Kiss Viráf                                     |
| Eduardo Yáñez         | Juan del Díos San Román Montes de Oca«Juan del Diablo» Juan Aldama de la Cruz | Damu Roland                                    |
| Cristian de la Fuente | Renato Vidal Montes de Oca                                                    | Tokaji Csaba                                   |
| Enrique Rocha         | Rodrigo Montes de Oca                                                         | Barbinek Péter                                 |
| Helena Rojo           | Leonarda Montes de Oca de Vidal                                               | Menszátor Magdolna                             |
| Laura Flores          | María del Rosario Montes de Oca                                               | Vándor Éva                                     |
| María Rojo            | Clemencia                                                                     | Molnár Zsuzsa                                  |
| René Casados          | Noel Vidal                                                                    | Háda János                                     |
| Lola Merino           | Eloisa de Barron                                                              | Czirják Csilla                                 |
| Angelique Boyer       | Estrella Villareal Jimena Villareal Angela Villareal                          | Mezei Kitty                                    |
| Sebastián Zurita      | Gabriel Álvarez-Aldama                                                        | Renácz Zoltán                                  |
| Lisardo Guarinos      | Federico Martin del Campo                                                     |                                                |
| Alejandro Ávila       | Dr. Pablo Miranda                                                             | Kassai Károly                                  |
| Manuel Ojeda          | Fulgencio Barron                                                              | Uri István                                     |
| Salvador Pineda       | Arcadio                                                                       | Bolla Róbert                                   |
| Silvia Manríquez      | Marlene de Fonteak                                                            | Hullan Zsuzsa                                  |
| Isabel Madow          | Brigitte                                                                      | Oláh Orsolya                                   |
| Arturo García Tenorio | Santos                                                                        | Pálfai Péter                                   |
| Luis Gatica           | Remigio García                                                                | Harmath Imre                                   |
| Raymundo Capetillo    | Raúl de Marin                                                                 | Németh Gábor (1. hang) Karsai István (2. évad) |
| Lucía Guilmáin        | Griselda                                                                      | Rátonyi Hajni                                  |
| Sergio Acosta         | Servando                                                                      | Koncz István                                   |
| Elizabeth Gutierrez   | Rosenda Frutos de Fonteak                                                     | Bánfalvi Eszter                                |
| Archie Lafranco       | Santiago Aldama                                                               | Joó Gábor                                      |
| Osvaldo Ríos          | Juan de Díos San Román                                                        | Barabás Kiss Zoltán                            |
| Josefina Echanove     | Kuma                                                                          | Sáfár Anikó                                    |

## Korábbi verziók
- Az 1968-as Corazón Salvaje mexikói telenovella a Televisától. Főszereplői: Angelica María, Julio Alemán és Manuel Gil.
- Az 1977-es Corazón Salvaje mexikói telenovella a Televisától. Főszereplői: Angelica María, Fernando Allende és Susana Dosamantes.
- Az 1990-es Megveszem ezt a nőt mexikói telenovella a Televisától. Főszereplői: Leticia Calderón, Eduardo Yáñez és Enrique Rocha.
- Az 1993-as Corazón Salvaje mexikói telenovella a Televisától. Főszereplői: Edith González, Eduardo Palomo és Ana Colchero.

## Érdekességek
- Eduardo Yáñez és Enrique Rocha már korábban együtt játszottak a Megveszem ezt a nőt című sorozatban, ami a sorozat előző változata.
- Enrique Rocha, hasonlóan az 1990-es Megveszem ezt a nőthöz, ebben a sorozatban is Rodrigo Montes de Ocát alakítja.
- Eduardo Yáñez, hasonlóan az 1990-es Megveszem ezt a nőthöz, ebben a sorozatban is a férfi főszereplőt alakítja.
- A sorozat számos kritika szerint 2009 legrosszabb produkciója volt. Legtöbben Aracely Arámbula kettős alakítását, illetve Eduardo Yáñez korát kritizálták, valamint, hogy a sorozatot nézve egyáltalán nem lehetett elhinni, hogy az 1800-as években járunk.
- A kritikák ellenére a sorozatot a 2010-es Premios TVyNovelas díjátadón kilenc díjra jelölték, ám egyet sem kapott meg.
- Aracely Arámbula, Helena Rojo, René Casados és Osvaldo Ríos már korábban együtt játszottak a Maria del Carmen című sorozatban.
- Eduardo Yáñez és Cristian de la Fuente már korábban együtt játszottak a Fuego en la sangre című sorozatban.
- Aracely Arámbula és Enrique Rocha már korábban együtt játszottak a A szerelem ösvényei című sorozatban.
- Helena Rojo és Enrique Rocha már korábban együtt játszottak a Titkok és szerelmek című sorozatban.
- Helena Rojo és René Casados már korábban együtt játszottak a Ramona című sorozatban.
- Laura Flores és Eduardo Yáñez már korábban együtt játszottak a Szerelempárlat című sorozatban.
- Angelique Boyer (Jimena) és Sebastián Zurita (Gabriel) a valóságban is együtt voltak egy ideig.
- Rodrigo Montes de Ocát eredetileg César Évora játszotta volna, de betegség miatt Enrique Rocha vette át a szerepét.
- Maria del Rosariót eredetileg Victoria Ruffo játszotta volna, de a színésznő Eduardo Yáñez kora miatt (aki a fiát játszotta volna, és két évvel idősebb a Victoriánál) visszalépett a szereptől.